# Prod
Prod – wieś w Rumunii, w okręgu Sybin, w gminie Hoghilag. W 2011 roku liczyła 253 mieszkańców.